# Jüdischer Friedhof (Jasło)

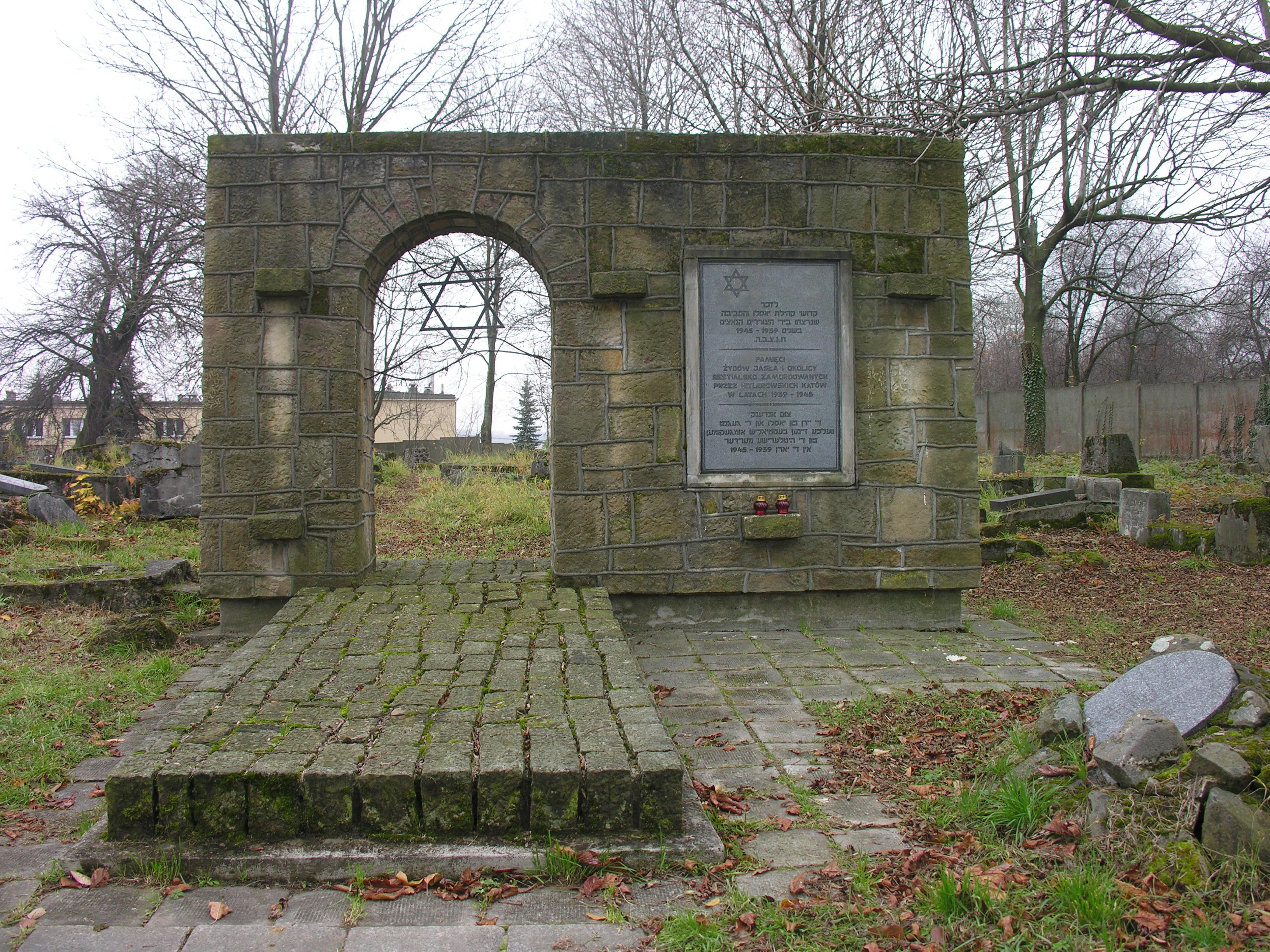
Denkmal auf dem jüdischen Friedhof in Jasło

Der Jüdische Friedhof in Jasło, einer polnischen Stadt im Powiat Jarosławski in der Woiwodschaft Karpatenvorland, wurde im 19. Jahrhundert errichtet. Der jüdische Friedhof in der Florianska-Straße ist ein geschütztes Kulturdenkmal.
Der Friedhof wurde während des Zweiten Weltkriegs von den deutschen Besatzern verwüstet.
Auf dem circa 0,33 Hektar großen Friedhof sind heute noch etwa hundert Grabsteine vorhanden.